# 緑釉陶器
緑釉陶器（りょくゆうとうき）は、中国より伝わり日本では主に平安時代に生産された、鉛釉を使った施釉陶器。灰釉陶器と共に、人工的に施釉された陶器として国内最初期のものに位置づけられている。

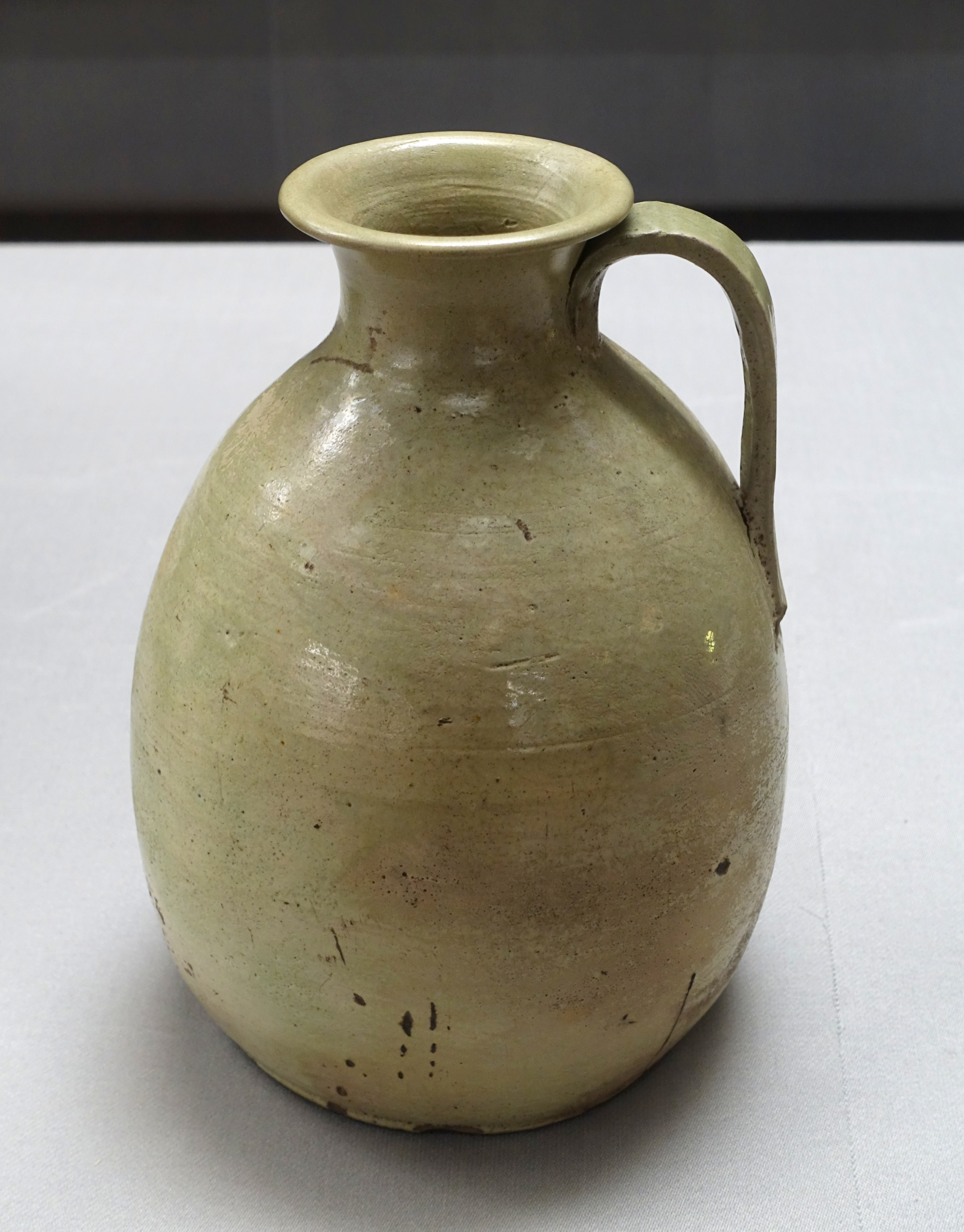
緑釉手付瓶 平安時代 10世紀 東京国立博物館蔵

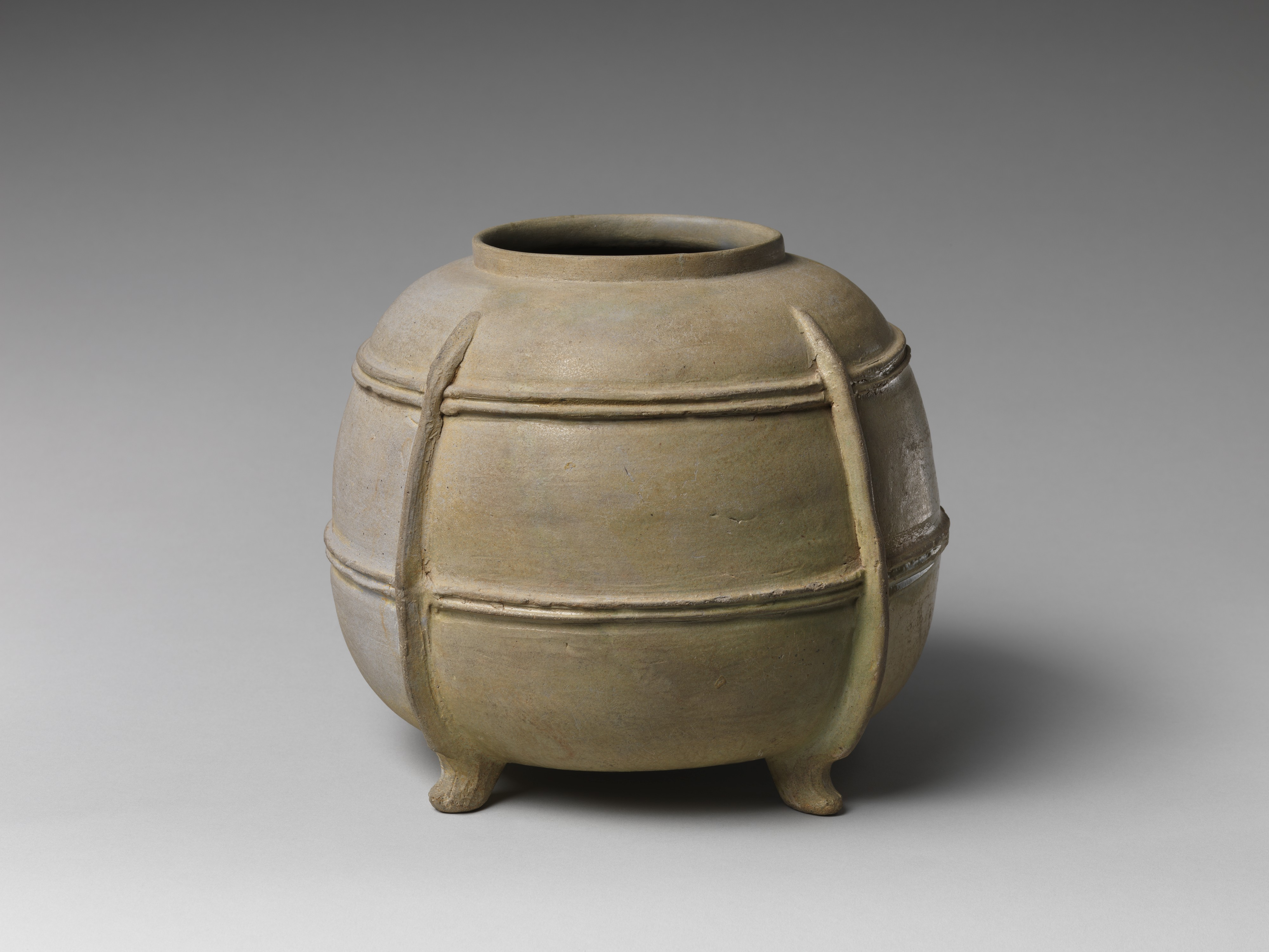
緑釉四足壺 平安時代 9世紀 メトロポリタン美術館蔵

## 概要
平安時代当時は、施釉陶器全般を「瓷器（しき）」と呼び、緑釉陶器は「青瓷（あおし）」と呼ばれていたと考えられている。
構築窯を使った焼物の生産は、古墳時代に朝鮮半島から導入された須恵器に始まる。古墳時代の須恵器にも釉のかかったものが見られるが、これらは窯体内での焼成中に燃料である木材が植物灰となって製品に偶発的に付着した「自然釉」であり、人為的に釉をかけたものではなかった。
中国では戦国時代に初めて鉛釉陶が作られたとされ、遺品はあるが出土例は少ないとされる。漢代に至って、加彩土器とともに墓の副葬品である「明器」として盛んに作られるようになった。前漢代には褐釉陶が、後漢代には青銅器を模した緑釉陶がそれぞれ代表するものとなっている。
施釉の技術は７世紀中頃に朝鮮半島からもたらされるが、実際に日本にで生産が始まるのは８世紀前半になってからである。奈良時代に唐三彩に倣った「奈良三彩（正倉院三彩）」や二彩、緑釉単彩などが生産され、主に中央の貴族や皇族などの特別な階級へ供された。やがて高級食器である越州窯系青磁が輸入されると、それら青磁色の磁器を国内陶器で模倣したものとして、９世紀初頭ころに緑釉陶器が誕生した。
比較的融点が低く、750℃前後で溶ける金属である鉛･銅を主成分にした釉を用いており、銅の反応で灰釉陶器よりも強く鮮やかな緑色を発するが、焼き締まりは弱く灰釉陶器に比べて軟質である。製作には、素地（そじ）となる器を焼いたのち、釉をかけて再度焼成する。器種は椀、皿、段皿、耳皿、盤、蓋などの食膳具が中心だが、唾壺（だこ）、四足壺、手付瓶（てつきへい）、台付壺などの貯蔵具のほか、羽釜、火舎、香炉、三足盤、鉢、鉄鉢形鉢、風字硯などが存在する。
生産は、平安京近郊の京都市洛北窯、洛西窯、亀岡市篠窯、山口県域、 愛知県猿投窯（日本三大古窯の一つ）、滋賀県水口でなされており、中国青磁の代替を担う高級品として、各地の官衙、寺院などに供給された。
また尾張（愛知県）・長門（山口県）両国の製品は、律令の規定に基づき年料雑器として京へ貢納された。
その後9世紀半ば以降、猿投窯の周辺地域でも生産がおこり、愛知県小牧市周辺の尾北窯、豊橋市二川窯、岐阜県多治見市周辺の東濃窯などでも生産された。

## 各地の緑釉陶器生産
９世紀初頭ころに洛北（西賀茂・栗栖野）で生産が開始され、まもなく吉志部瓦窯（大阪府吹田市）、東海、防長にも生産が拡大、さらには９世紀半ばころに洛西、９世紀後半ころに篠窯跡群（京都府丹波市）、10世紀に入ると近江でも生産がなされる。
洛西では10世紀半ばころ、洛北、篠窯跡群では11世紀初頭ころ、東海、近江、防長では11世紀前半ころに生産が終焉を迎える。